# Experience
Experience är ett musikalbum från 1992 av technogruppen The Prodigy. Det gavs ut i en ny utgåva med en extra skiva med bonusspår 2001 som Experience Expanded.

## Låtförteckning
1. Jericho (3.42)
2. Music Reach (1/2/3/4) (4.12)
3. Wind It Up (4.33)
4. Your Love (Remix) (5.30)
5. Hyperspeed (G-Force Part 2) (5.16)
6. Charly (Trip into Drum and Bass Version) (5.12)
7. Out of Space (4.57)
8. Everybody in the Place (155 and Rising) (4.10)
9. Weather Experience (8.06)
10. Fire (Sunrise Version (4.57)
11. Ruff in the Jungle Bizness (5.10)
12. Death of the Prodigy Dancers (Live) (3.43)

### Experience ExpandedCD 2
1. Your Love (6.02)
2. Ruff in the Jungle Bizness (Uplifting Vibes Remix) (4.16)
3. Charly (Alley Cat Remix) (5.21)
4. Fire (Edit) (3.24)
5. We Are the Ruffest (5.18)
6. Weather Experience (Top Buzz Remix) (6.53)
7. Wind It Up (Rewound) (6.21)
8. G-Force (Energy Flow) (5.23)
9. Crazy Man (4.05)
10. Out of Space (Techno Underworld Remix) (4.44)
11. Everybody in the Place (Fairground Remix) (5.07)
12. Android (Storbritannien; 5.04)
13. Out of Space (Live From Pukkelpop 2005) (Storbritannien; 3.27)